# Fakó rétihéja

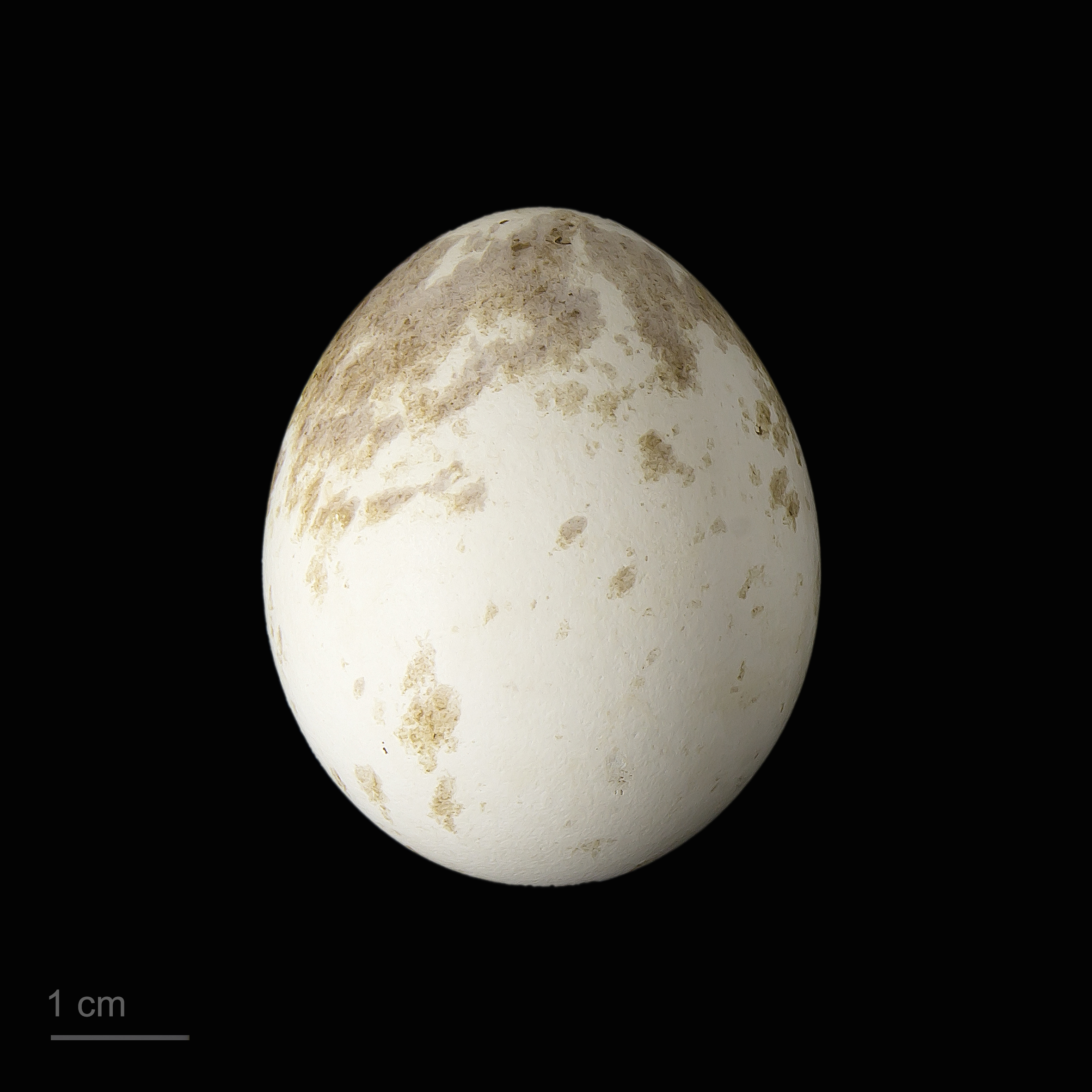
Circus macrourus

A fakó rétihéja (Circus macrourus)  a madarak osztályának a vágómadár-alakúak (Accipitriformes) rendjébe, ezen belül a vágómadárfélék (Accipitridae) családjába tartozó faj.

## Előfordulása
Európa északi és  Ázsia középső részén honos. Megtalálható a  mérsékelt övi, a sivatagi és a sztyepp környezetben is. A nyílt területeket, pusztákat és  gabonaföldeket kedveli.
A Kárpát-medencében általában ősszel fordul elő,  a Dunántúlon szórványosan, a Tiszántúlon gyakoribb kóborló.
Költőhelyéről délebbre vonul, eljut Dél-Ázsiába és Afrikába is.

## Megjelenése
Testmagassága 40-48 centiméter, szárnyfesztávolsága 95-120 centiméter. A hím 300-450 gramm, a tojó 450-550 gramm.

## Életmódja
Általában rágcsálókat és kisemlősöket fogyaszt, de megeszi a talajon fészkelő énekesmadarakat is, pintyeket, pacsirtákat, fürjeket, foglyokat és a réceféléket is. Néha gyíkokat és nagyobb rovarokat, sáskákat is zsákmányol. Afrikában a sáskajárások idején gyakoribb.

## Szaporodása
Április végén, május elején költ. Fészkét nyílt területen az aljnövényzetbe építi, sásból és növényi szárakból. Fészekalja  3-5 tojásból áll, melyen 28-30 napig kotlik.

## Védettsége
A faj a Természetvédelmi Világszövetség Vörös Listáján mérsékelten veszélyeztetett. Európában veszélyeztetett fajnak számít. Magyarországon fokozottan védett, természetvédelmi értéke 250 000 Ft.